# Caesarea in Numidia
Caesarea in Numidia (łac. Diocesis Caesariensis in Numidia) – stolica historycznej diecezji we Cesarstwie rzymskim w prowincji Numidia zlikwidowana w VII w. podczas ekspansji islamskiej, współcześnie identyfikowane z Henchir-El-Hammam w północnej Algierii. Obecnie katolickie biskupstwo tytularne. 

## Biskupi tytularni
| Lp. | Biskup                | Funkcja                           | Od                | Do                   |
| --- | --------------------- | --------------------------------- | ----------------- | -------------------- |
| 1   | Giuseppe Della Cioppa | emerytowany biskup Alife (Włochy) | 1 kwietnia 1953   | 18 października 1958 |
| 2   | Wacław Wycisk         | biskup pomocniczy opolski         | 16 listopada 1958 | 22 marca 1984        |
| 3   | Alberto Bovone        | urzędnik Kurii Rzymskiej          | 5 kwietnia 1984   | 21 lutego 1998       |
| 4   | Augustine Kasujja     | nuncjusz apostolski               | 26 maja 1998      |                      |